# Комиссаров, Юрий Данилович
Ю́рий Дани́лович Комисса́ров (27 ноября 1936, Ленинград — 11 ноября 2016, Москва) — советский и российский артист, театральный актёр, народный артист России (2004).

## Биография
В 1941—1945 годы жил в Тегеране, где отец служил пресс-атташе в посольстве.
В 1953 году не прошёл по конкурсу во ВГИК, Школу-студию МХАТ и Щукинское училище. С 1953 года работал в театре «Ленком» осветителем. С 1954 года играл в Центральном театре Советской Армии — вначале во вспомогательном составе; в 1959 году исполнил первую главную роль в спектакле «Серёжка с Малой Бронной».
Окончил ГИТИС по специальности «театроведение».
Похоронен 27 ноября 2016 года на 9 участке Троекуровского кладбища Москвы.

### Семья
Отец — Даниил Самуилович Комиссаров (1907 - 2008), востоковед;
Мать — Юлия Панышева (1912 - 2009), специалист по древнерусской литературе. Были репрессированы в 1950 году, реабилитированы в 1954 году.
Брат — Александр (род. 1944), артист театра и кино.
- Сын — Дмитрий.

## Творчество

### Роли в театре
- «Лётчики» — суворовец
- «Давным-давно» А. К. Гладкова — Иван
- «Учитель танцев» — Корнехо
- «Серёжка с Малой Бронной» Ю. А. Шевкуненко — Сергей
- «Объяснение в ненависти» — Воробьёв
- «Первый бал Вики» — Модрис
- «Не померкнет никогда» — Петька
- «Признание в любви» — Мятлик
- «Камешки на ладони» — Радеев
- «Барабанщица» — юноша в тельняшке
- «Любка-любовь» — Сорокин
- «Камень-птица» — Семён
- «Два товарища» — Козуб
- «Ковалёва из провинции» — скорняк
- «А зори здесь тихие» — майор
- «Бесприданница» А. Н. Островского — Вожеватов
- «Волки и овцы» А. Н. Островского — Павлин Савельевич
- «Севастопольский марш» (по «Севастопольским рассказам» Л. Н. Толстого) — Василий Михайлович
- «На дне» М. Горького — Бубнов
- «Птицы нашей молодости» — Андрон Русу
- «Усвятские шлемоносцы» — Чибисов
- «Обретение» — отец Гэинэ
- «Эхо» — корреспондент
- «Остров сокровищ» — Чёрный Пёс
- «Молва» А. Д. Салынского — Фрязин
- «Закон вечности» — Мамука
- «Комическая фантазия о жизни, любви и смерти барона Карла Фридриха Иеронима фон Мюнхгаузена» Г. И. Горина — бургомистр
- «Экзамены никогда не кончаются» — Дон Чикуцце
- «Спутники» — Соболь
- «Расстояние в 30 дней» — майор
- «Идиот» — Лебедев
- «Осенняя кампания 1799 года» — Моро
- «Сватовство майора» — Фартицкий
- «Адам и Ева» — Пончик-Непобеда
- «Шарады Бродвея» — Хинкл
- «Цветные сны о чёрно-белом» — Харитонов
- «Сердце не камень» — Халымов
- «Старый холостяк, или Распутники» — Айзек Фондулайф
- «Гамлет» У. Шекспира — 1-й могильщик
- «Царь Фёдор Иоаннович» — Андрей Петрович Луп-Клешнин
- «Госпожа министерша» Б. Нушича — Пера
- «Ма-Мурэ» Ж. Сармана — Кюрэ

### Озвучивание мультфильмов
- 1975 — В стране ловушек - Страх

## Награды
- Народный артист Российской Федерации (2004)[1].
- Заслуженный артист РСФСР (1982).